# Risby Herred
Risby Herred (tysk Riesebyharde) var et herred i det sydøstlige Sønderjylland eller Slesvig. Herredet omfattede geografisk hele halvøen Svans. Tingsted var Risby. Den administrative helhed gik tabt, da biskoppen og flere holstenske adelsmænd erhvervede godser i området.
Bispegodserne i området fungerede som Svans Fogderi eller Svans Birk, men blev sidst i 1530erne solgt fra. Allerede i 1509 solgte kongen herredets sidste besiddelser til godsejeren på Sakstrup. Det var ejedomme i Karby Sogn (Karlbjerg og Kobberby), i Risby Sogn (Kasmark, Nørby, Patermes og Risby) og i Siseby Sogn (Bosby, Guggelsby, Pommerby, Siseby og Simmert). Halvøen Svans blev dermed i 1500-tallet til et sluttet godsområde uden frie bønder, som blev administrativt samlet i det svansiske godsdistrikt. I 1800-tallet nævnes der 27 selvstændige godser på halvøen. Da patrimonialjurisdiktionen blev afskaffet i 1853 kom godserne i Svans under det nyoprettede Egernførde Herred. Det forhenværende Risby Herred og Svans godsdistrikt hører administrativt i dag under Rendsborg-Egernførde kreds, en mindre del (Ellebjerg, Kobberby, Olpenæs) under Slesvig-Flensborg kreds, begge i delstaten Slesvig-Holsten (Sydslesvig).
I herredet ligger følgende sogne eller dele af sogne:
- en del af Borreby Sogn
- en del af Kosel Sogn
- Risby Sogn
- Siseby Sogn
- Svans Sogn (også Karby Sogn)
- Vabs Sogn